# 福雷地区圣梅达尔
福雷地区圣梅达尔（法語：Saint-Médard-en-Forez，法語發音：[sɛ̃ medaʁ ɑ̃ fɔʁɛ]）是法国卢瓦尔省的一个市镇，位于该省东部偏南，属于蒙布里松区。

## 地理
福雷地区圣梅达尔（45°35'51"N, 4°21'43"E）面积10.39 平方千米，位于法国奥弗涅-罗讷-阿尔卑斯大区卢瓦尔省，该省份为法国中南部省份，北起顺时针与索恩-卢瓦尔省、罗讷省、伊泽尔省、阿尔代什省、上盧瓦爾省、多姆山省和阿列省接壤。
与福雷地区圣梅达尔接壤的市镇（或旧市镇、城区）包括：阿韦济约、尚伯夫、沙泽勒叙里昂、舍夫里耶尔、圣加尔米耶。

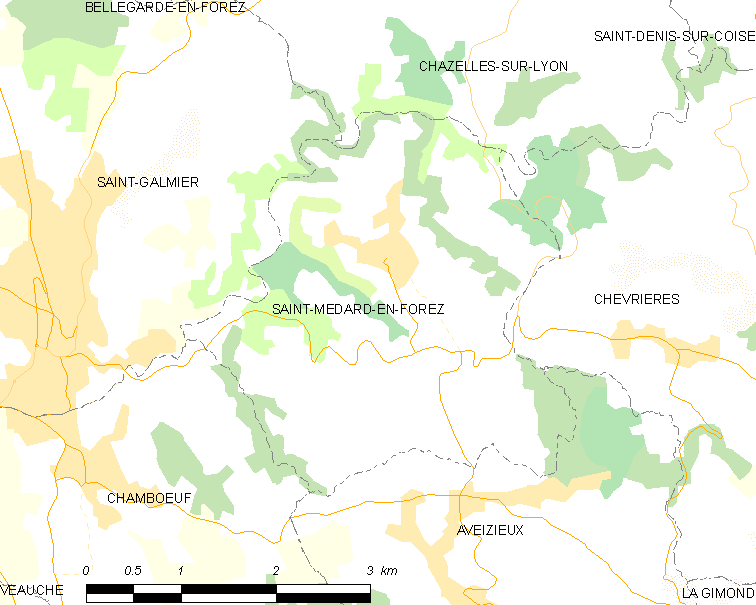
福雷地区圣梅达尔的OSM定位图

福雷地区圣梅达尔的时区为UTC+01:00、UTC+02:00（夏令时）。

## 行政
福雷地区圣梅达尔的邮政编码为42330，INSEE市镇编码为42264。

## 政治
福雷地区圣梅达尔所属的省级选区为弗尔县。

## 人口

1962-2008年间福雷地区圣梅达尔人口变化图示

福雷地区圣梅达尔于2022年1月1日时的人口数量为945人。